# 台湾立法院不当権限拡大反対運動
台湾立法院不当権限拡大反対運動、または青鳥行動、青鳥東行動、青鳥運動 は、2024年（民国113年）に中華民国（台湾）で発生した社会運動。
野党（中国国民党・台湾民衆党）が立法院に提出した「立法院職権行使法」や刑法の改正案（総統の立法院における国政報告の義務、人事同意権・国会調査権・公聴権の強化、及び国会侮辱罪など）に対し「立法院の権限を不当に強化させようとしている」として反対する民衆が立法院外に集まって抗議を行った。

## 背景
2024年（民国113年）5月9日、公民監視国会連合及び台湾基進・時代力量・小民参政欧巴桑聯盟・台湾緑党などの政党が記者会見を開き、中国国民党と台湾民衆党が十分な討論を経ずに「国会改革」に関する法案を通過させようとしていることを非難し、争点がありながら十分に討論がなされていない法案を司法法制委員会に戻し、厳重に審査するよう求めた。

## 経過

### 5月17日
公民監督国会聯盟および経済民主連合・小民參政欧巴桑聯盟・台湾緑党が記者会見を開き、改めて法案審査の正当性を求めた。その夜、数百名の国民が立法院の外に集まり、野党の国民党と民衆党に採決を中止し、法案の実質的な審査を行うよう要求した。

### 5月21日
経済民主連合などの団体が、立法院外での抗議集会を主催した。集会の情報はInstagram、ThreadsなどのSNSで拡散され、当日は3万人の参加者が集まった。これはThreadsが台湾で初めて社会運動に関わった事例。

### 5月24日
21日の集会が解散される前、主催者が参加者に対して「立法院は24日に国会改革法案の審査を続ける予定だから、その日も立法院の外に集まって声援してほしい」と伝えた。
24日の午後4時、立法院の外には3万人超えの参加者が集まり、午後8時に参加者は8万人を越えた。

#### 地方各地
台北のほか、台中駅・彰化駅・嘉義駅・台南市国立台湾文学館・台東県南京路口及び高雄市中央公園にも市民が自自発的に組織され抗議集会があった。